# Gruszki (gromada)
Gruszki – dawna gromada, czyli najmniejsza jednostka podziału terytorialnego Polskiej Rzeczypospolitej Ludowej w latach 1954–1972.
Gromady, z gromadzkimi radami narodowymi (GRN) jako organami władzy najniższego stopnia na wsi, funkcjonowały od reformy reorganizującej administrację wiejską przeprowadzonej jesienią 1954 do momentu ich zniesienia z dniem 1 stycznia 1973, tym samym wypierając organizację gminną w latach 1954–1972.
Gromadę Gruszki z siedzibą GRN w Gruszkach utworzono – jako jedną z 8759 gromad – w powiecie augustowskim w woj. białostockim, na mocy uchwały nr 10/V WRN w Białymstoku z dnia 4 października 1954. W skład jednostki weszły obszary dotychczasowych gromad Gruszki, Mikaszówka, Rubcowo i Rudawka ze zniesionej gminy Lipsk w tymże powiecie, oraz gromad Rygol i Muły wraz z obszarem lasów państwowych N-ctwa Mikaszówka o pow. 949,10 ha i jeziorami Głębokie i Szlamy ze zniesionej gminy Giby w powiecie suwalskim. Dla gromady ustalono 17 członków gromadzkiej rady narodowej.
Gromadę Gruszki zniesiono 1 stycznia 1972, a jej obszar włączono do nowo utworzonej gromady Płaska.